# Edosa violacella
Edosa violacella är en fjärilsart som beskrevs av Hans Rebel 1893. Edosa violacella ingår i släktet Edosa och familjen äkta malar. Inga underarter finns listade i Catalogue of Life.